# Communauté de communes des Forêts et Coteaux de la Grande Montagne
La Communauté de communes des Forêts et Coteaux de la Grande Montagne était une communauté de communes française, située dans le département de la Marne et la région Champagne-Ardenne.
Elle a été supprimée le 1er janvier 2014, et intégrée dans  la nouvelle Communauté de communes Vesle et Coteaux de la Montagne de Reims.

## Historique
La communauté de communes a été créée par un arrêté préfectoral du  24 décembre 1998.
Conformément aux prévisions du schéma départemental de coopération intercommunale (SDCI) de la Marne du 15 décembre 2011, les trois petites intercommunalités : 

- Communauté de communes des Forêts et Coteaux de la Grande Montagne ;
- Communauté de communes des Rives de Prosne et Vesle (sauf Prosnes) ;
- Communauté de communes Vesle-Montagne de Reims ;
- ainsi que la commune isolée de Villers-Marmery ;

ont fusionné pour créer le 1er janvier 2014 la nouvelle Communauté de communes Vesle et Coteaux de la Montagne de Reims.

## Territoire communautaire

### Géographie
La communauté de communes regroupait des communes situées dans la Montagne de Reims.

### Composition
L'intercommunalité était composée de 5 communes, dont la principale était Rilly-la-Montagne :
- Chigny-les-Roses
- Montbré
- Rilly-la-Montagne (siège)
- Ville-en-Selve
- Villers-Allerand

## Politique et administration

### Siège
La communauté de communes avait son siège en mairie de Rilly-la-Montagne, 2, place de la République.

### Élus
La communauté de communes était administrée par un conseil communautaire constitué de représentants de chaque commune, élus en leur sein par les conseils municipaux.

### Liste des présidents
| Période                                  | Période | Identité      | Étiquette | Qualité |
| ---------------------------------------- | ------- | ------------- | --------- | --- |
| Les données manquantes sont à compléter. |         |               |           | |
| avant 2002                               | 2013    | Alain Toullec |           | Maire de Rilly-la-Montagne (1995 → ) Conseiller général de Verzy (2008 → 2015) Président de la CC Vesle et Coteaux de la Montagne de Reims (2014 → ) |

### Compétences
L'intercommunalité exerçait les compétences qui lui avaient été transférées par les communes membres, conformément aux dispositions légales.

### Régime fiscal et budget
La communauté de communes percevait une fiscalité additionnelle aux impôts locaux des communes, sans FPZ (fiscalité professionnelle de zone) et sans FPE (fiscalité professionnelle sur les éoliennes).